# Karabinek szturmowy wz. 1996 Beryl
Karabinek szturmowy wz. 1996 Beryl hay Kbs wz. 1996 Beryl là loại súng trường tấn công của Ba Lan được thiết kế bởi Nhà máy sản xuất vũ khí Łucznik tại thành phố Radom. Loại súng này dùng để thay thế AK dùng loại đạn 7.62x39mm và Tantal dùng loại đạn 5,45x39mm được sử dụng bởi quân đội Ba Lan.

## Phát triển
Việc phát triển một loại súng trường mới (kể cả loại tiêu chuẩn và loại nhỏ hơn) sử dụng loại đạn 5.56x45mm NATO đã được tiến hành vào năm 1995, tuy nhiên loại súng trường sử dụng loại đạn 5.56x45mm đã được sản xuất sẵn tại Random từ năm 1991 được biết với tên wz. 1991 (là loại súng trường Tantal wz. 1988 được thay nòng). Các thông số kỹ thuật của loại vũ khí này được duyệt vào tháng 2 năm 1995 và tháng 12 cùng năm đó 11 mẫu thử nghiệm của Beryl được chế tạo. Năm 1997 sau các thử nghiệm loại súng này được xem là đạt tiêu chuẩn và được biên chế vào quân đội với tên Karabinek szturmowy wz. 1996 Beryl

## Thông số thiết kế
Kbs wz. 1996 Beryl có cách lắp ráp chi tiết bộ phận và cách hoạt động giống như khẩu Kbk wz. 1988 Tantal, chỉ khác nhau về nguyên tắc là sử dụng loại đạn khác nhau nên có hộp đạn, nòng súng, khoang chứa đạn, báng súng, bộ phận dùng để gắn các vật dụng phụ trợ, bộ phận chống giật và bộ phận ngắm khác nhau.
Nòng súng đài 457 mm có một thanh 6 răng nằm ở phía bên phải và một thanh rãnh xoắn dài 228 mm. Nòng súng của Beryl giống như nòng súng của Tantal từ đầu đến đuôi nhưng điểm ruồi của khẩu Beryl được đặc xuôi theo bộ phận chống giật có bán kính càng thu nhỏ khi càng về phía trước được thiết kế 
để gắn thêm bộ phận chống chớp sáng khi bắn.
Khoang chứa đạn có rất nhiều thay đổi so với loại wz. 1988. Nó sử dụng một chốt quay cho báng súng đẩy vào/ kéo ra để khóa báng súng vào vị trí thích hợp, cùng với đó là thanh răng phía trên thân súng dùng để gắn các ống ngắm.
Có thể gắn thêm vào một báng súng polyme vào phần báng súng kim loại để tăng độ bám và làm mềm báng súng khi sử dụng. Phần đuôi báng súng kim loại có phủ một lớp cao su để chống việc khi khi bắn phản lực của nó làm báng súng trược ra khỏi vai.
Phần tay cầm dưới thân súng được thiết kế có răng cưa để có thể nắm chắc hơn khi bắn. Phần tay cầm này có hai khe để gắn ống phóng lựu 40 mm wz. 1974 bên dưới tay cầm (các mẫu đầu tiên của wz. 1996 có rất ít các khe này thay vào đó là các rãnh ở hai bên tay cầm). Một số khẩu Beryl có các thanh răng ở phần tay cầm để có thể gắn thêm các bộ phận phụ trợ.
Hệ thống ngắm của khẩu Beryl giống như của khẩu Tantal, tuy nhiên nó lại có thêm hai thanh răng phía trên thân súng dùng để gắn ống ngắm gồm: ống ngắm PCS-6 nhìn trong đêm, ống ngắm CK-3 phản xạ quan học (ống ngắm điểm đỏ (không phải ngắm laser)), ống ngắm điện tử LKA-4 hay ống ngắm laser CWL-1.
Loại súng này chỉ có một loại hộp đạn bằng nhựa duy nhất và không thể thay bằng hộp đạn của Tantal.
Khẩu Beryl bắn loại đạn tiêu chuẩn 5.56x45mm NATO lõi thép. Các loại đạn dùng cho thi đấu và tập luyện được chế tạo bởi Zakłady Metalowe Mesko tại thị trấn của Skarżysko-Kamienna.
Khẩu Beryl được dùng để phát triển loại Kbk wz. 1996 Mini-Beryl.